# Hlib Hračov
Hlib Pavlovyč Hračov (in ucraino Гліб Павлович Грачов?; Popasna, 15 maggio 1997) è un calciatore ucraino, difensore del Muras Junajted.

## Palmarès

### Club

#### Competizioni nazionali
- Coppa del Tagikistan: 1

Istiklol: 2022
- Supercoppa del Tagikistan: 1

Istiklol: 2022
- Campionato tagiko: 1

Istiklol: 2022